# Daniel Siebert
Daniel Siebert (Berlín Oest, Alemanya - 4 de maig de 1984) és un àrbitre de futbol alemany internacional des del 2015 que arbitra a la Bundesliga d'Alemanya.

## Biografia
És membre del FC Nordost Berlin. Científic esportiu, va ser nominat per a la temporada 2012-13 per primera vegada com a àrbitre de la Bundesliga.
Àrbitre des de 1998, va ser nomenat àrbitre de l'Federació Alemanya de Futbol el 2007. A partir de 2009 va dirigir partits de la Segona Divisió. El seu primer partit en el nivell superior de Futbol d'Alemanya va ser el disputat entre l'FC Schalke 04 i l'FC Augsburg l'1 de setembre de 2012. Va ensenyar-hi tres targetes grogues.
Siebert va ser anunciat en 2015 com a reemplaçament de Wolfgang Stark com a àrbitre FIFA. Això va convertir a Siebert en el més jove dels deu àrbitres alemanys de la FIFA.
Va fer el seu debut internacional el 29 de maig de 2015, en un partit del Campionat d'Europa Sub-19 de la UEFA entre Portugal i Turquia. El primer partit internacional absoluta que va arbibrar va ser el partit entre Luxemburg i Moldàvia el 9 de juny de 2015. En la fase de grups de la Lliga de Campions de la UEFA va fer el seu debut el 24 d'octubre de 2018 en la victòria 4-0 del Liverpool contra l'Estrella Roja de Belgrad.